# Andy Isabella
Andy Isabella (Mayfield, 18 novembre 1997) è un giocatore di football americano statunitense che milita nel ruolo di wide receiver per i San Francisco 49ers della National Football League (NFL).

## Carriera universitaria
Isabella al college giocò a football all'Università del Massachusetts dal 2015 al 2018. Nell'ultima stagione fu premiato come All-American.

## Carriera professionistica

### Arizona Cardinals
Isabella fu scelto nel corso del secondo giro (62º assoluto) del Draft NFL 2019 dagli Arizona Cardinals. Debuttò come professionista subentrando nella gara del primo turno contro i Detroit Lions senza fare registrare alcuna ricezione. La sua stagione da rookie si chiuse con 9 ricezioni per 189 yard e un touchdown in 15 presenze, una delle quali come titolare.

### Baltimore Ravens
Il 10 ottobre 2022 Isabella firmò con la squadra di allenamento dei Baltimore Ravens. Il 31 dicembre 2022 fu promosso nel roster attivo per la gara della settimana 17 contro i Pittsburgh Steelers. Il 2 gennaio 2023 tornò nella squadra di allenamento dopo un infortunio subito contro Pittsburgh. Il 14 gennaio tornò nel roster attivo per la gara di playoff contro i Cincinnati Bengals. Il 19 gennaio 2023 firmò un nuovo contratto da riserva. Fu svincolato il 25 luglio 2023.

### Buffalo Bills
Il 28 luglio 2023 Isabella firmò con i Buffalo Bills. Fu svincolato il 29 agosto 2023, dopo di che rifirmò con la squadra di allenamento. Nel corso della stagione 2023 disputò due gare nella stagione regolare e due nei playoff. Il 22 gennaio 2024 firmò un nuovo contratto come riserva.